# Sade Fritschi
Sade Rashel Fritschi Naranjo es una política ecuatoriana. Actualmente es asambleísta nacional. Anteriormente se desempeñó como Ministra de Ambiente desde 2023 hasta 2024.

## Biografía
Sade Fritschi se graduó en Ciencias en Gestión Internacional de Turismo en la universidad de Oxford Brookes en Inglaterra, y tiene un máster en Ciencias en Gestión de Proyectos de la Universidad de Southampton, del mismo país.
Fritschi declaró en su LinkedIn haber trabajado como cajera en el restaurante de su familia, así como haber sido mesera, cocinera, recepcionista, organizadora de tours, representante de ventas, gerente de proyecto, consultora de turismo y directora de campaña electoral de Noboa en San Cristóbal.

### Ministra de Estado
Sade Fritschi fue nombrada ministra en 2023, siendo la secretaria de Estado más joven en asumir una cartera en la historia nacional, aunque sin contar con experiencia en el área medioambiental.
El 22 de enero de 2024, el ministerio de Ambiente emitió una licencia ambiental para el proyecto El Domo-Curipamba, en Las Naves (Bolívar) y que está a cargo de la empresa Curimining. El proyecto, que tiene reservas de oro, cobre y plata, tuvo oposición de grupos indígenas y antimineros en 2023.
En febrero de 2024 se anunció el aumento del costo de ingreso a las islas Galápagos, cinco veces más para los ecuatorianos.
Participó en la VI Asamblea de las Naciones Unidas para el Medio Ambiente el 1 de marzo de 2024, donde concurrió también un delegado del país ficticio de Kailaasa, con quien Fritschi mantuvo un diálogo documentado por diversos medios de comunicación. El gobierno después aclaró que no hubo reuniones oficiales programadas como encargo de representación de Ecuador, y que los representantes de la micronación reclamada se acercaron a la ministra durante la asamblea para saludar, por lo cual fueron "atendidos con respeto".

#### Caso Olón
Dos semanas después de la asunción de Noboa en 2023, Sade Fritschi autorizó la tala de un bosque protegido de algarrobos en Oloncito, provincia de Santa Elena, para que la empresa Vinazin S.A, (fundada por Daniel Noboa en 2016 y cuyas acciones posee la primera dama Lavinia Valbonesi) construya un resort de lujo. Tanquetas militares y policías fueron movilizados al lugar, siendo retirados tras las críticas que suscitaron. Los planes fueron cancelados finalmente.
La Comisión de Gobiernos Autónomos de la Asamblea Nacional recomendó iniciar un juicio político contra Sade Fritschi por incumplimiento de funciones y por la falta de atención o atención incompleta a los pedidos de información relacionados con el caso Olón.